# Binyavanga Wainaina
Binyavanga Wainaina   (Nakuru, 18 de gener de 1971 - Nairobi, 21 de maig de 2019) va ser un escriptor, periodista i guanyador del Premi Caine d'escriptura africana l'any 2002. El 2003, va fundar la revista literària Kwani? L'abril de 2014, la revista Time va incloure Wainaina en el seu Time 100 anual com una de les «persones més influents del món».

## Joventut i educació
Binyavanga Wainaina va néixer el 18 de gener de 1971 a Nakuru, a la província de la Vall del Rift a Kenya. Va anar a l'escola primària Moi a Nakuru, a l'escola secundària Mangu a Thika i a l'escola Lenana a Nairobi. Més tard va estudiar comerç a la Universitat de Transkei a Sud-àfrica, on va anar a viure l'any 1991. Va completar un màster en escriptura creativa a la Universitat d'East Anglia el 2010.
Va publicar un primer llibre, un llibre de memòries, titulat One Day I Will Write About This Place el 2011. El gener de 2014, en resposta a una onada de lleis anti-gai aprovades a Àfrica, Wainaina va anunciar públicament que era gai i va escriure primer un assaig que va descriure com un «capítol perdut» de les seves memòries del 2011 titulat «I am a homosexual, mum» (‘Sóc homosexual, mare’), i després va piular: «Sóc, per a qualsevol persona confús o en dubte, un homosexual. Gai i bastant feliç».

## Carrera professional
Quan ha acabat l'escola, Wainaina va treballar a Ciutat del Cap durant alguns anys com a escriptor de viatges i crític gastronòmic autònom.
El juliol de 2002 va guanyar el Premi Caine pel seu conte Discovering Home (els jutges eren Ahdaf Soueif, Margaret Busby, Jason Cowley i Abdulrazak Gurnah). Wainaina va ser l'editor fundador de Kwani?, una revista literària de l'Àfrica oriental que va sorgir d'una revolució artística que va començar el 2002. Fundada el 2003, Kwani? des d'aleshores s'ha convertit en una font important de nous escrits d'Àfrica; Yvonne Owuor també va escriure per a la revista i va guanyar el Premi Caine el 2003.
L'assaig satíric de Wainaina How to Write About Africa (‘Com escriure sobre l'Àfrica’), publicat a la revista Granta l'any 2005, va cridar gran atenció. Wainaina va resumir la manera com els mitjans occidentals han reforçat els estereotips i idees preconcebudes d'Àfrica dient que la seva representació era que: «S'ha de tractar Àfrica com si fos un país… [de] 900 milions de persones que estan massa ocupades morint de gana i morint i lluitant i emigrant per llegir el teu llibre».
El 2003, va rebre un premi de l'Associació d'Editors de Kenya pels seus serveis a la literatura keniana. Va escriure per a The EastAfrican, National Geographic, The Sunday Times (Sud-àfrica), Granta, The New York Times, Chimurenga i The Guardian (Regne Unit).
El 2007, Wainaina va ser escriptor resident a Union College de Schenectady als Estats Units. A la tardor de 2008, va estar com a resident al Williams College, a Williamstown, Massachusetts, on feia classes, feia conferències i treballava en una novel·la. Va ser Bard Fellow i director del Centre Chinua Achebe de Literatura i Llengües Africanes del Bard College.
Wainaina va recollir més de 13.000 receptes d'arreu d'Àfrica i va ser un expert en cuina africana tradicional i moderna.
El gener de 2007, Wainaina va ser nominat pel Fòrum Econòmic Mundial com a «Young Global Leader», un premi atorgat a la gent «pel seu potencial per contribuir a donar forma al futur del món». Posteriorment, va refusar el premi. En una carta a Klaus Schwab i a la reina Rània de Jordània, va escriure:
| « | Suposo que la majoria, com jo, tenen la temptació d'anar de totes maneres perquè aconseguirem que ens «validin» i brillarem amb el tipus d'autofelicitació que només pot ser atorgada per persones molt visibles i significatives a nivell mundial, i també estem temptats d'anar a parlar amb persones espectaculars i brillants: els nostres «companys». Aconseguirem la credibilitat institucional global per la nostra feina, ja que hem estat ungits per una institució davant la qual molts països i presidents s'inclinen. El problema aquí és que sóc escriptor. I encara que, com molts, vaig a dormir a la nit fantasejant amb la fama, la fortuna i la credibilitat, el més valuós en el meu ofici és intentar, tot el temps, mantenir-me solt, independent i creatiu... seria un acte de gran fraudulència per mi acceptar la trillada idea que «incidiré significativament en els afers mundials». | » |

## Vida personal

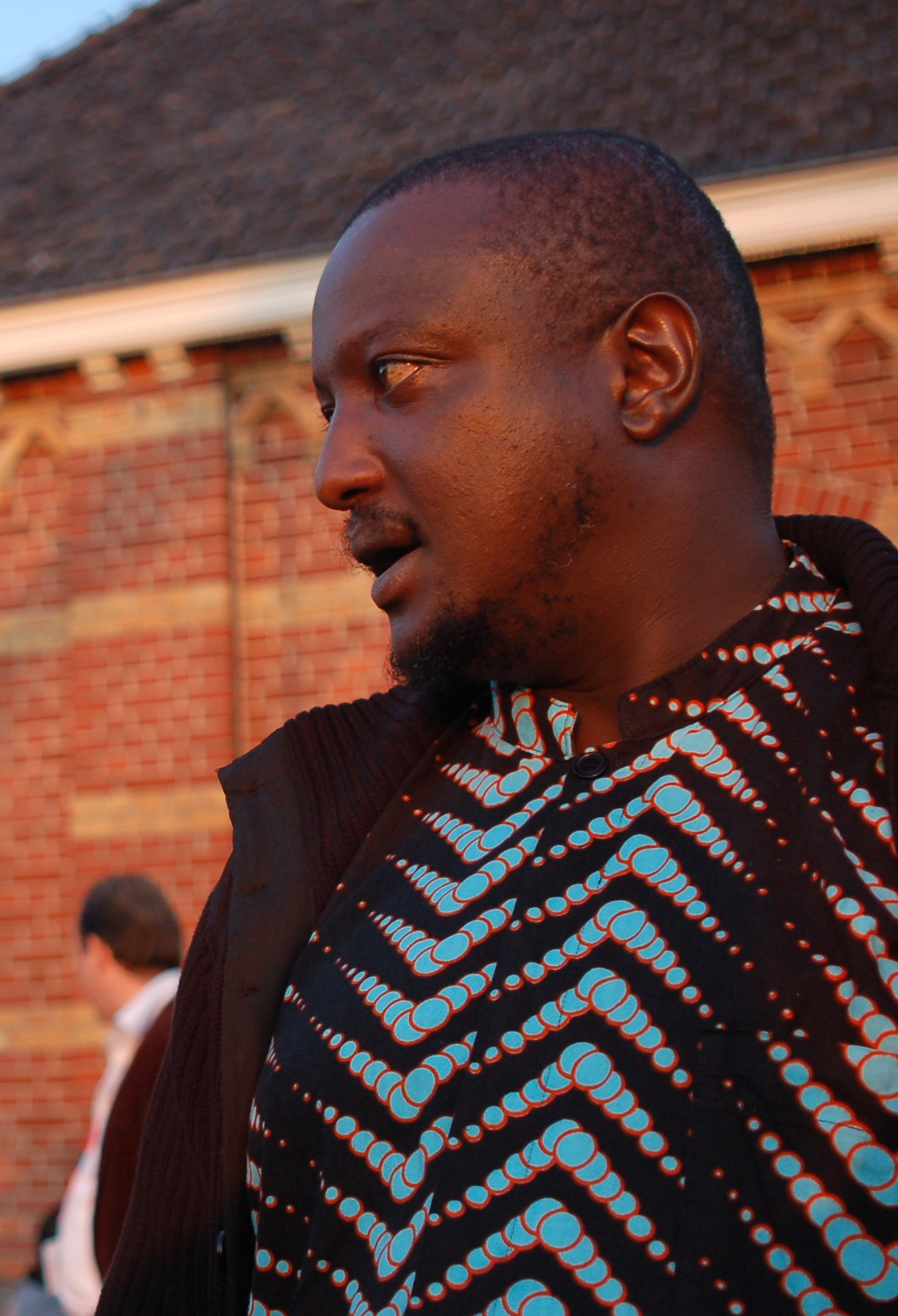
Wainaina al festival PICNIC l'any 2008, on va ser ponent destacat.

L'1 de desembre de 2016, Dia Mundial de la Sida, Wainaina va anunciar Twitter que era seropositiu, «i feliç». El 2018, va anunciar que l'any següent es casaria amb la seva parella estable.
Wainaina va morir, als 48 anys d'edat, després d'un ictus la nit del 21 de maig de 2019, a l'hospital Aga Khan de Nairobi. Havia patit diversos ictus des del 2016.

## Publicacions seleccionades
- Discovering Home (història curta). Reimnprès en Discovering Home: A selection of writings from the 2002 Caine Prize for African Writing.[34] Aquest text es troba a Com escriure sobre Àfrica i altres textos. Traducció de Martí Sales. Epíleg de Desirée Bela-Lobedde. Vic: Eumo Editorial, 2024.[35]
- An Affair to Dismember (història curta), Wasafiri, vol. 17(37), 2002.[36]
- Beyond the River Yei: Life in the Land Where Sleeping is a Disease (assaig fotogràfic, amb Sven Torfinn), Kwani Trust, 2004.[37]
- How To Write About Africa (article satíric), Granta, vol. 92, 2005.[38] Com How to Write About Africa, Kwani Trust, 2008.[39] Reproduït íntegrament a l'edició del 40è aniversari de Granta, 2 de maig de 2019.[40] Aquest text es troba a Com escriure sobre Àfrica i altres textos. Traducció de Martí Sales. Epíleg de Desirée Bela-Lobedde. Vic: Eumo Editorial, 2024.
- In Gikuyu, for Gikuyu, of Gikuyu (article satíric), Granta, vol. 103, 2008.[41] Aquest text es troba a Com escriure sobre Àfrica i altres textos. Traducció de Martí Sales. Epíleg de Desirée Bela-Lobedde. Vic: Eumo Editorial, 2024.
- How to Write About Africa II: The Revenge, Bidoun, vol. 21, Bazaar II, 2010.[19] Aquest assaig es troba a Com escriure sobre Àfrica i altres textos. Traducció de Martí Sales. Epíleg de Desirée Bela-Lobedde. Vic: Eumo Editorial, 2024.
- One Day I Will Write About This Place: A Memoir (autobiography); Graywolf Press, 2011, ISBN 978-1555975913.[42]
- Viewpoint: Binyavanga on why Africa's international image is unfair, BBC News-Africa, 24 d'abril de 2012.[43]
- I am a homosexual, mum (assaig). Africa is a Country, 19 de gener de 2014.[7] Reimprés a The Guardian, 21 de gener de 2014.[6] Aquest text es troba a Com escriure sobre Àfrica i altres textos. Traducció de Martí Sales. Epíleg de Desirée Bela-Lobedde. Vic: Eumo Editorial, 2024.
- A Letter to All Kenyans from Binyavanga Wainaina or Binyavanga wa Muigai (assaig), Brittle Paper, 25 d'octubre de 2017.[44]